# Smithia
Smithia là một chi thực vật có hoa thuộc họ Fabaceae. Nó thuộc phân họ Faboideae.
 Tư liệu liên quan tới Smithia tại Wikimedia Commons
 Dữ liệu liên quan tới Smithia tại Wikispecies

## Hình ảnh

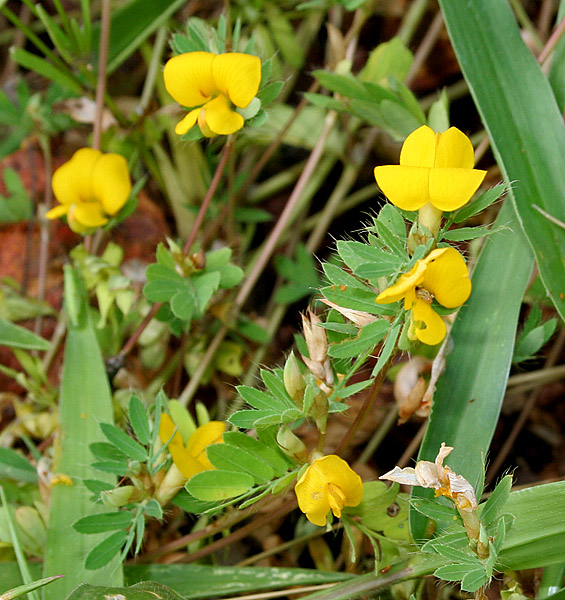
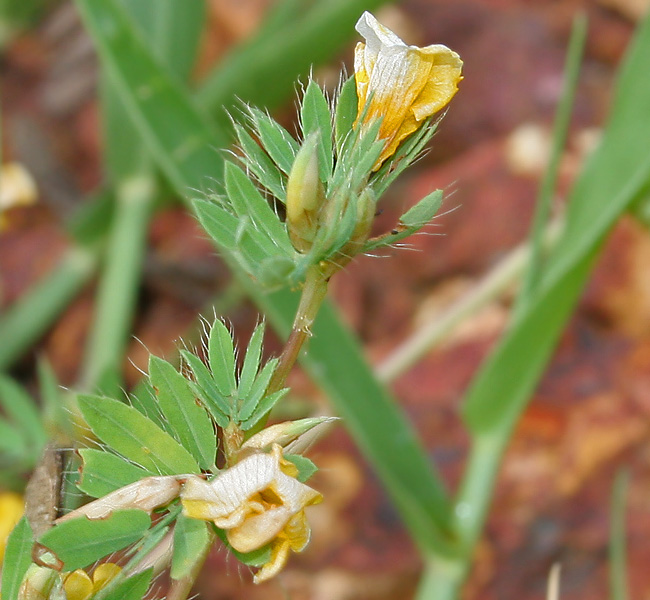